# Holat-KoA ligaza
Holat-KoA ligaza (EC 6.2.1.7, BAL, žučno kiselinska KoA ligaza, žučno kiselinska koenzim A ligaza, holoil-KoA sintetaza, holoil koenzim A sintetaza, holinska tiokinaza, holatna tiokinaza, holinska kiselina:KoA ligaza, 3alfa,7alfa,12alfa-trihidroksi-5beta-holestanoil koenzim A sintetaza, 3alfa,7alfa,12alfa-trihidroksi-5beta-holestanoat-KoA ligaza, 3alfa,7alfa,12alfa-trihidroksi-5beta-holestanoat-KoA sintetaza, THCA-KoA ligaza, 3alfa,7alfa,12alfa-trihidroksi-5beta-holestanat-KoA ligaza, 3alfa,7alfa,12alfa-trihidroksi-5beta-holestanat:KoA ligaza (formira AMP), holil-KoA sintetaza, trihidroksikoprostanoil-KoA sintetaza) je enzim sa sistematskim imenom holat:KoA ligaza (formira AMP). Ovaj enzim katalizuje sledeću hemijsku reakciju
(1) ATP + holat + KoA {\displaystyle \rightleftharpoons } AMP + difosfat + holoil-KoA
(2) ATP + (25R)-3alfa,7alfa,12alfa-trihidroksi-5beta-holestan-26-oat + KoA {\displaystyle \rightleftharpoons } AMP + difosfat + (25R)-3alfa,7alfa,12alfa-trihidroksi-5beta-holestanoil-KoA
Za dejstvo ovog enzima je neophodan jon Mg2+.

## Literatura
- Nicholas C. Price; Lewis Stevens (1999). Fundamentals of Enzymology: The Cell and Molecular Biology of Catalytic Proteins (Third изд.). USA: Oxford University Press. ISBN 019850229X.
- Eric J. Toone (2006). Advances in Enzymology and Related Areas of Molecular Biology, Protein Evolution (Volume 75 изд.). Wiley-Interscience. ISBN 0471205036.
- Branden C; Tooze J. Introduction to Protein Structure. New York, NY: Garland Publishing. ISBN 0-8153-2305-0.
- Irwin H. Segel. Enzyme Kinetics: Behavior and Analysis of Rapid Equilibrium and Steady-State Enzyme Systems (Book 44 изд.). Wiley Classics Library. ISBN 0471303097.
- William P. Jencks (1987). Catalysis in Chemistry and Enzymology. Dover Publications. ISBN 0486654605.

## Spoljašnje veze
- Cholate---CoA+ligase на 